# Золотая малина (премия, 1986)
6-я церемония объявления лауреатов премии «Золотая малина» за сомнительные заслуги в области кинематографа за 1985 год состоялась 23 марта 1986 года в «Morgan-Wixon Theatre» (Санта-Моника, Калифорния).

## Статистика
| Фильм                                                | номинации | победы |
| ---------------------------------------------------- | --------- | ------ |
| • Рокки 4 / Rocky IV                                 | 9         | 5      |
| • Рэмбо: Первая кровь 2 / Rambo: First Blood Part II | 7         | 4      |
| • Удар дракона / Year of the Dragon                  | 5         | -      |
| • Революция / Revolution                             | 4         | -      |
| • Букмекерская лихорадка / Fever Pitch               | 4         | -      |
| • Рыжая Соня / Red Sonja                             | 3         | 1      |
| • Идеально / Perfect                                 | 3         | -      |

- Семья Сталлоне получила в общей сложности 6 наград:
  - Сильвестр Сталлоне — 3 награды (худший актёр, режиссёр, сценарист)
  - его жена Бриджитт Нильсен-Сталлоне — 2 награды (худшая актриса второго плана, худшая новая звезда)
  - его брат Фрэнк Сталлоне — 1 награда (худшая песня к фильму)

## Список лауреатов и номинантов
Победители выделены отдельным цветом. 
| Категории                         | Лауреаты и номинанты                                                                                                 | Лауреаты и номинанты                                                                                                 | Лауреаты и номинанты                                                                                                 |
| --------------------------------- | --- | --- | --- |
| Худший фильм                      | • Рэмбо: Первая кровь 2 / Rambo: First Blood Part II (Tri-Star) (продюсер: Базз Фейтшанс)                            | • Рэмбо: Первая кровь 2 / Rambo: First Blood Part II (Tri-Star) (продюсер: Базз Фейтшанс)                            | • Рэмбо: Первая кровь 2 / Rambo: First Blood Part II (Tri-Star) (продюсер: Базз Фейтшанс)                            |
| Худший фильм                      | • Букмекерская лихорадка / Fever Pitch (MGM/UA) (продюсер: Фредди Филдс)                                             | | |
| Худший фильм                      | • Революция / Revolution (Warner Bros.) (продюсер: Ирвин Уинклер)                                                    | | |
| Худший фильм                      | • Рокки 4 / Rocky IV (MGM/UA) (продюсеры: Ирвин Уинклер и Роберт Чартофф)                                            | | |
| Худший фильм                      | • Год дракона / Year of the Dragon (MGM/UA) (продюсер: Дино Де Лаурентис)                                            | | |
| Худшая мужская роль               | Сильвестр Сталлоне                                                                                                   | • Сильвестр Сталлоне —                                                                                               | «Рэмбо: Первая кровь 2» (за роль Джона Рэмбо), «Рокки 4» (за роль Рокки Бальбоа)                                     |
| Худшая мужская роль               | Сильвестр Сталлоне                                                                                                   | • Дивайн — «Страсть в пыли» (за роль Рози Велез)                                                                     | |
| Худшая мужская роль               | Сильвестр Сталлоне                                                                                                   | • Ричард Гир — «Царь Давид» (за роль царя Давида)                                                                    | |
| Худшая мужская роль               | Сильвестр Сталлоне                                                                                                   | • Аль Пачино — «Революция» (за роль Тома Добба)                                                                      | |
| Худшая мужская роль               | Сильвестр Сталлоне                                                                                                   | • Джон Траволта — «Идеально» (за роль Адама Лоуренса)                                                                | |
| Худшая женская роль               | Линда Блэр | • Линда Блэр — | «Ночной патруль» (за роль офицера Сью Перман), «Остров дикарей» (за роль Дейли), «Дикие улицы» (за роль Бренды)      |
| Худшая женская роль               | Линда Блэр | • Эриан — «Год дракона» (за роль Трэйси Тзу)                                                                         | |
| Худшая женская роль               | Линда Блэр | • Дженнифер Билз — «Невеста» (за роль Евы)                                                                           | |
| Худшая женская роль               | Линда Блэр | • Бриджитт Нильсен-Сталлоне — «Рыжая Соня» (за роль Рыжей Сони)                                                      | |
| Худшая женская роль               | Линда Блэр | • Таня Робертс — «Вид на убийство» (за роль Стейси Саттон)                                                           | |
| Худшая мужская роль второго плана | Роб Лоу | • Роб Лоу — «Огни святого Эльма» (за роль Билли Хикса)                                                               | • Роб Лоу — «Огни святого Эльма» (за роль Билли Хикса)                                                               |
| Худшая мужская роль второго плана | Роб Лоу | • Рэймонд Бёрр — «Годзилла» (за роль Стива Мартина)                                                                  | |
| Худшая мужская роль второго плана | Роб Лоу | • Герберт Лом — «Копи царя Соломона» (за роль полковника Бокнера)                                                    | |
| Худшая мужская роль второго плана | Роб Лоу | • Роберт Урих — «Турок 182» (за роль Терри Линча)                                                                    | |
| Худшая мужская роль второго плана | Роб Лоу | • Берт Янг — «Рокки 4» (за роль Поли Пеннино)                                                                        | |
| Худшая женская роль второго плана | Бриджитт Нильсен | • Бриджитт Нильсен-Сталлоне — «Рокки 4» (за роль Людмилы Драго)                                                      | • Бриджитт Нильсен-Сталлоне — «Рокки 4» (за роль Людмилы Драго)                                                      |
| Худшая женская роль второго плана | Бриджитт Нильсен | • Сэндал Бергман — «Рыжая Соня» (за роль королевы Гедрен)                                                            | |
| Худшая женская роль второго плана | Бриджитт Нильсен | • Мэрилу Хеннер — | «Идеально» (за роль Салли), «Ковбойская рапсодия» (за роль мисс Трейси)                                              |
| Худшая женская роль второго плана | Бриджитт Нильсен | • Джулия Никсон — «Рэмбо: Первая кровь 2» (за роль Ко Бао)                                                           | |
| Худшая женская роль второго плана | Бриджитт Нильсен | • Талия Шайр — «Рокки 4» (за роль Эдриан Бальбоа)                                                                    | |
| Худший режиссёр                   | Сильвестр Сталлоне                                                                                                   | • Сильвестр Сталлоне за фильм «Рокки 4»                                                                              | • Сильвестр Сталлоне за фильм «Рокки 4»                                                                              |
| Худший режиссёр                   | Сильвестр Сталлоне                                                                                                   | • Ричард Брукс — «Букмекерская лихорадка»                                                                            | |
| Худший режиссёр                   | Сильвестр Сталлоне                                                                                                   | • Майкл Чимино — «Год дракона»                                                                                       | |
| Худший режиссёр                   | Сильвестр Сталлоне                                                                                                   | • Джордж Пан Косматос — «Рэмбо: Первая кровь 2»                                                                      | |
| Худший режиссёр                   | Сильвестр Сталлоне                                                                                                   | • Хью Хадсон — «Революция»                                                                                           | |
| Худший сценарий                   | Сильвестр Сталлоне                                                                                                   | • Сильвестр Сталлоне, Джеймс Кэмерон и Кевин Жарр — «Рэмбо: Первая кровь 2»                                          | • Сильвестр Сталлоне, Джеймс Кэмерон и Кевин Жарр — «Рэмбо: Первая кровь 2»                                          |
| Худший сценарий                   | Сильвестр Сталлоне                                                                                                   | • Ричард Брукс — «Букмекерская лихорадка»                                                                            | |
| Худший сценарий                   | Сильвестр Сталлоне                                                                                                   | • Аарон Лэтэм и Джеймс Бриджес — «Идеально»                                                                          | |
| Худший сценарий                   | Сильвестр Сталлоне                                                                                                   | • Сильвестр Сталлоне — «Рокки 4»                                                                                     | |
| Худший сценарий                   | Сильвестр Сталлоне                                                                                                   | • Оливер Стоун и Майкл Чимино — «Год дракона»                                                                        | |
| Худшая новая звезда               | Бриджитт Нильсен | • Бриджитт Нильсен-Сталлоне —                                                                                        | «Рыжая Соня» (за роль Рыжей Сони), «Рокки 4» (за роль Людмилы Драго)                                                 |
| Худшая новая звезда               | Бриджитт Нильсен | • Эриан — «Год дракона» (за роль Трэйси Тзу)                                                                         | |
| Худшая новая звезда               | Бриджитт Нильсен | • новая компьютеризированная Годзилла — «Годзилла»                                                                   | |
| Худшая новая звезда               | Бриджитт Нильсен | • Джулия Никсон — «Рэмбо: Первая кровь 2» (за роль Ко Бао)                                                           | |
| Худшая новая звезда               | Бриджитт Нильсен | • Курт Томас — «Гимката» (за роль Джонатана Кэбота)                                                                  | |
| Худшая музыка к фильму            | • Винс ДиКола — «Рокки 4»                                                                                            | • Винс ДиКола — «Рокки 4»                                                                                            | • Винс ДиКола — «Рокки 4»                                                                                            |
| Худшая музыка к фильму            | • Томас Долби — «Букмекерская лихорадка»                                                                             | | |
| Худшая музыка к фильму            | • Джерри Голдсмит — «Копи царя Соломона»                                                                             | | |
| Худшая музыка к фильму            | • Джон Корильяно — «Революция»                                                                                       | | |
| Худшая музыка к фильму            | • Пол Заза — «Турок 182»                                                                                             | | |
| Худшая песня к фильму             | • Peace in Our Life — «Рэмбо: Первая кровь 2» — музыка и слова: Фрэнк Сталлоне, музыка: Питер Шлесс, Джерри Голдсмит | • Peace in Our Life — «Рэмбо: Первая кровь 2» — музыка и слова: Фрэнк Сталлоне, музыка: Питер Шлесс, Джерри Голдсмит | • Peace in Our Life — «Рэмбо: Первая кровь 2» — музыка и слова: Фрэнк Сталлоне, музыка: Питер Шлесс, Джерри Голдсмит |
| Худшая песня к фильму             | • All You Can Eat — «Краш Грув» — авторы: Кёртис Блоу, Дэймон Уимбли, Даррен Робинсон и Марк Моралес (The Fat Boys)  | | |
| Худшая песня к фильму             | • The Last Dragon — «Удар дракона» — авторы: Норман Уитфилд и Брюс Миллер                                            | | |
| Худшая песня к фильму             | • Oh, Jimmy! — «Жена бейсболиста» — слова и музыка: Сара М. Тэйлор                                                   | | |
| Худшая песня к фильму             | • 7th Heaven — «Удар дракона» — музыка и слова: Билл Вольфер и Вэнити                                                | | |